# Aleksandr Zubkow
Aleksandr Jurjewicz Zubkow (ros. Александр Юрьевич Зубков; ur. 10 sierpnia 1974 w Bracku) – rosyjski bobsleista.  Medalista olimpijski oraz wielokrotny medalista mistrzostw świata.
W listopadzie 2017 roku MKOl zdyskwalifikował go dożywotnio za stosowanie dopingu, tym samym został pozbawiony dwóch złotych medali zdobytych podczas igrzysk w Soczi.